# 13 segundos
13 segundos es una película dramática venezolana estrenada en el 2006, protagonizada por Gabriela Vergara, Lourdes Valera, Daniela Alvarado, Victor Cámara, Roberto Lamarca y Augusto Galíndez.

## Sinopsis
Un relato inspirado en hechos reales donde cinco bebés y sus madres ponen al descubierto sus miedos en una apuesta entre la vida y la muerte; una cruel realidad los llevará a descubrir que, a la hora de sobrevivir, cada segundo cuenta. Esta historia se atreve a mostrar con nitidez el dramatismo intrínseco de un mundo sórdido y oscuro.

## Reparto
- Gabriela Vergara como Claudia.
- Lourdes Valera como Mercedes.
- Daniela Alvarado como Luisa.
- Victor Cámara como Dr. Eduardo Valladares
- Roberto Lamarca como Alonso.
- Augusto Galíndez como Manuel.
- Nohely Arteaga como Lorena de Valladares.
- Emma Rabbe como Isaura.
- Sabrina Seara como Daniela.
- Norkys Batista como Mariela.